# 10nen Zakura
«10nen Zakura» (яп. 10年桜 Дзюнэн Дзакура) — 11-й сингл японской идол-группы AKB48. Вышел в Японии 4 марта 2009 года на лейбле King Records.
Это песня об окончании школы.

## Коммерческий успех
Сингл занял 3 место в чарте Орикона.

## Список композиций
Сингл был издан в двух версиях — обычном издании (яп. 通常盤) (CD+DVD, номер KIZM-25/6) и театральном издании (яп. 劇場盤) (CD, номер NMAX-1080).

### Обычное издание
CD
| №                   | Название                                         | Автор(ы)                     | Аранжировщик        | Длительность |
| ------------------- | ------------------------------------------------ | ---------------------------- | ------------------- | ------------ |
| 1.                  | «10nen Zakura» (10年桜)                          | Ясуси Акимото, Ёсимаса Иноуэ | Ёсимаса Иноуэ       |              |
| 2.                  | «Sakurairo no Sora no Shita de» (桜色の空の下で) | Ясуси Акимото, Хироси Уэсуги | Юнити «Маса» Нонака |              |
| 3.                  | «10nen Sakura (off vocal ver.)»                  | Акимото, Иноуэ               |                     |              |
| 4.                  | «Sakurairo no Sora no Shita de (off vocal ver.)» | Акимото, Уэсуги              |                     |              |
| Общая длительность: | Общая длительность:                              | Общая длительность:          | Общая длительность: | 19:11        |

DVD
| №  | Название                                                                               | Длительность |
| -- | -------------------------------------------------------------------------------------- | ------------ |
| 1. | «10nen Sakura (видеоклип)» (10年桜 ビデオクリップ)                                     |              |
| 2. | «Making of «10nen Sakura»» (Making of 「10年桜」)                                      |              |
| 3. | «Бонус 1: видео «Kisu Shite»» (特典映像1 永久保存版「キスして」映像)                   |              |
| 4. | «Бонус 2: видео, снятое скрытой камерой за сценой SKE48» (特典映像2 SKE48楽屋盗撮映像) |              |

Бонус (только первый пресс)
- Билет на общенациональный хэндшейк-ивент (место по выбору владельца)

### Театральное издание
CD
См. обычное издание
Бонус
- Билет на хэндшейк-ивент
- Фото участницы (одна из Team A, Team K, Team B, стажёрки, SKE48)

## Чарты
| Чарт (2006)   | Наивыс. позиция |
| ------------- | --------------- |
| Oricon Weekly | 3               |